# Odon Sarmento
Odon Sarmento (ur. 30 maja 1887 w Santo Antonio do Chiador, Minas Gerais, zm. ?) – brazylijski urzędnik konsularny.
W 1920 wstąpił do brazylijskiej służby zagranicznej, w której pełnił m.in. funkcje: pracownika konsularnego w Hamburgu (1920-1923), Göteborgu (1923-1924), Hamburgu (1924-1931), Berlinie (1926), p.o. konsula generalnego w Asunción (1928-1929), konsula w Oslo (1929-1931), Sztokholmie (1931-1934), Gdańsku (1934-1936), resorcie spraw zagranicznych (1936-1937), oraz w Göteborgu (1939).